# تیتیپان پوانگچان
تیتیپان پوانگچان (انگلیسی: Thitipan Puangchan; تولد ۱ سپتامبر ۱۹۹۳) بازیکن فوتبال حرفه‌ای تایلندی است که هم‌اکنون در تیم ملی فوتبال تایلند بازی می‌کند.
وی سابقه بازی در باشگاه فوتبال موانگتونگ یونایتد را دارد.